# Верхнесысольский диалект коми языка
Верхнесы́сольский диале́кт входит в южную группу коми-зырянских диалектов языка коми. Носители диалекта преимущественно проживают на территории Койгородского района Республики Коми в верховьях реки Сысолы, кроме того, область распространения диалекта включает в себя говор села Кобры, расположенного в Даровском районе Кировской области.
Слова из верхнесысольского диалекта впервые были упомянуты в «Зырянско-русском и русско-зырянском словаре» П. И. Савваитова в 1850 году. Позднее, на рубеже 1920—1930-х годов, лингвист В. И. Лыткин дал описание гласному звуку ô, который в 1940-х годах также описали финны Т. Уотила и Э. Итконен. Лишь в 1950—1960-х годах верхнесысольский диалект был детально изучен Т. И. Жилиной, что позднее нашло отражение в её труде «Верхнесысольский диалект коми языка».

## Лингвистическая характеристика
Диалект имеет ряд отличительных характеристик от ряда других диалектов языка коми:
1. Особый гласный звук ô, представляющий собой закрытое о. Для сравнения: пôн — собака, а пон — конец.
2. Отсутствие начального в перед гласной ô. Например, ôй (ночь) вместо вой.
3. Использование гласного звука э (е) вместо а (я) между мягкими согласными. Например, нень (хлеб) вместо нянь.
4. Для сравнительного падежа используется суффикс -ся.
5. Выпадение согласного звука с в суффиксе -яс перед притяжательными суффиксами -ыд и -ыс.
6. В глаголах 3-го лица множественного числа в окончании используется звук с.
7. Не употребляется ряд лично-притяжательных суффиксов множественного числа, среди них — -ным, -ныд, -ныс.
8. В косвенных падежах и перед послелогами возвратно-личные местоимения ачым (я сам), ачыд (ты сам) и ачыс (он сам) используются в полной форме.
9. Для выражения дательного падежа используются суффиксы -лы и -лӧ.